# Radiate (Jack Johnson)
Radiate è un singolo del cantautore statunitense Jack Johnson, pubblicato nel 2013 ed estratto dall'album From Here to Now to You.

## Tracce
- CD Singolo

1. Radiate - 4:15
2. Radiate (Radio Edit) - 3:00

- Vinile 7"

1. Radiate - 4:15
2. Mudfootball - 4:55